# IX Congreso del Partido Comunista Ruso (Bolchevique)
El IX Congreso del Partido Comunista Ruso (Bolchevique) se celebró del 29 de marzo al 5 de abril de 1920.

## Circunstancias
Tras más de cinco años de guerra —primero la Primera Guerra Mundial y luego la civil—, la economía rusa se hallaba sumida en una grave crisis. El servicio de ferrocarriles casi había dejado de funcionar, numerosas minas se encontraban inutilizadas, la hambruna aquejaba a las ciudades y el país estaba casi aislado del resto de Europa. Unos siete millones de personas habían muerto por hambre y epidemias entre enero de 1918 y julio de 1920. Muchas fábricas no podían operar por falta de repuestos o de materias primas, además de por la mala organización. La principal carencia de la maltrecha economía rusa era el capital. El control estatal de la industria, que se llevaba a cabo mediante el Vesenja o Consejo Supremo de la Economía Nacional, había fracasado: no solo se había mostrado incapaz de asegurar la producción necesaria para compensar a los campesinos por sus cosechas, sino que la descoordinación de los distintos organismos —unos cuarenta, uno por cada sector industrial— era una de las razones que mantenía parte de la industria parada. La falta de productos industriales incitaba a los campesinos a no entregar sus cosechas y a sembrar menos y la eliminación de los latifundios también hizo menguar el abastecimiento de alimentos a las ciudades y al ejército, que se redujo a entre dos quintos y un tercio del nivel anterior a la guerra. La falta de víveres, salvo en las zonas productoras, había afectado en especial a las ciudades: el proletariado industrial se había reducido a la mitad del de 1917. Por añadidura, la productividad por obrero se había reducido notablemente y la producción de la industria pesada apenas alcanzaba un quinto de la anterior a la contienda mundial. La industria ligera, menos golpeada por la guerra, perdió pese a todo entre un tercio y la mitad de la producción.
Ante la crisis económica y la necesidad de mejorar la situación una vez que los ejércitos contrarrevolucionarios habían sido derrotados, Trotski propuso suplir la falta de capital mediante de los amplios recursos humanos del país. Estaba convencido de que los Aliados aislarían al país, que no podría contar con ayuda extranjera para recuperarse y tendría que hacerlo por sus propios medios, disciplinando a sus trabajadores de manera cuasimilitar, de manera similar a la que Alemania había empleado durante la contienda mundial. Sin embargo, el 16 de enero de 1920 los Aliados cesaron el bloqueo de Rusia y permitieron el comercio con las cooperativas rusas, lo que hizo que Lenin albergase esperanzas de poder reanudar el comercio e importar maquinaria. Trotski, por el contrario, recelaba de los Aliados, a los que creía dispuestos a emplear sus recursos para acabar con la revolución por medios económicos, toda vez que la intervención armada había fracasado. Dada la debilidad económica rusa, Trotski temía que el Reino Unido y Francia hiciesen del país una colonia. Pese a su pesimismo, respaldó los planes para restablecer el comercio, incluso empleando las reservas de oro rusas, aunque sin dejar de recelar de los posibles inconvenientes de tratar con las potencias. La crisis de posguerra de estas le hizo pensar que serían incapaces, además de suministrar la maquinaria que Rusia necesitaba y reforzó su convencimiento en la necesidad de que esta se valiese de sus propios recursos para emprender la reconstrucción.
Poco antes del comienzo del congreso, sin embargo, había propuesto un plan similar al de la Nueva Política Económica, que el Comité Central rechazó por once votos a cuatro. Al tiempo, no dejó de criticar la incapacidad del Vesenja de coordinar las distintas regiones del país y consiguió que parte de sus competencias pasasen en marzo al Comité de Defensa, que se encargaba del abastecimiento del Ejército. Además, seis ejércitos se habían transformado ya en unidades obreras.

## El congreso
El ambiente del congreso fue de incertidumbre ante la situación y de hartazgo de los sacrificios que había conllevado la guerra. Pese a esto, Trotski, encargado de presentar el informe del Comité Central sobre la situación económica, solicitó nuevos esfuerzos para un plan de cuatro fases para implantar el socialismo. Este trataba sobre la recuperación del transporte y la industria pesada, a cuya mejora se dio prioridad ante los bienes de consumo. El programa incluía el sometimiento de los trabajadores a un control cuasimilitar, con la colaboración de los sindicatos, para que los emplease en las tareas que se considerasen necesarias por el Estado. El plan contaba con el respaldo de Lenin y preveía una mezcla de coerción y recompensas para llevarlo a cabo.

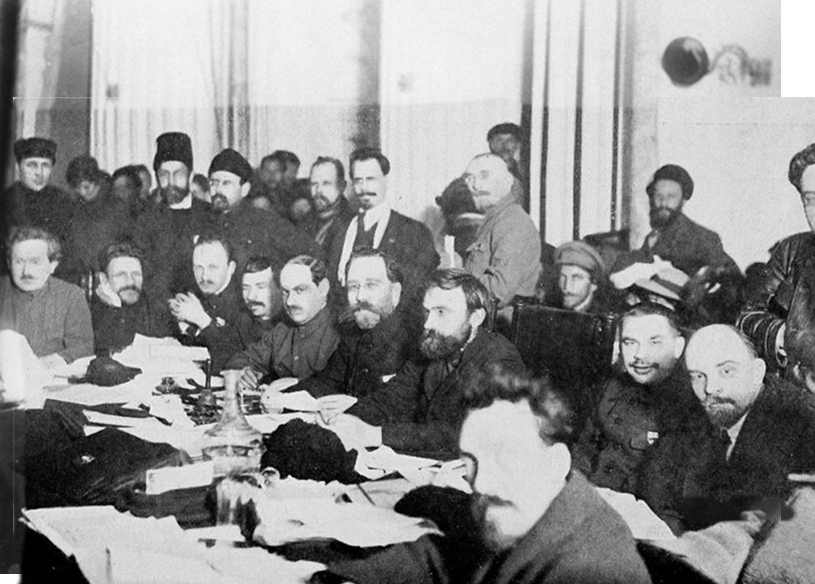
Presidencia del IX Congreso.

El proyecto, sin embargo, fue muy criticado por algunas fracciones del partido, que rechazaban sus tintes dictatoriales. Entre ellas se contó la corriente democrático-centralista, que alertó de la militarización de la vida civil y exigió el sometimiento de las unidades militares transformadas en formaciones obreras al control civil. Los demócratas-centralistas rechazaban también la absorción de los sindicatos en la Administración. Riazánov rechazó también la identificación de los intereses sindicales con los del Estado y criticó los planes de fomento de la desigualdad entre los trabajadores mediante el uso de recompensas  mediante el uso de recompensas que contenía el plan de Trotski. La Oposición Obrera también se opuso al plan y reclamó que los sindicatos se hiciesen cargo de la administración económica de sus respectivos ramos, que quedarían coordinados por la junta sindical central.
En respuesta a los críticos, Bujarin defendió la militarización de los sindicatos para garantizar la disciplina y responsabilidad de los trabajadores, que consideraba necesarias ante la grave situación de la economía y la falta de otros recursos. A cambio de ella, indicó que los sindicatos ganarían poder en la gestión mediante la presentación de candidatos para los puestos administrativos y la participación en la selección de estos. Finalmente y gracias al respaldo de Lenin a las propuestas de Trotski, el congreso las aprobó.
Las conclusiones del congreso, favorables al encuadramiento de los trabajadores y al estricto control de la economía para su recuperación, se basaban en la asunción de que el país no podría contar con ayuda extranjera y se mantendría en la práctica sometido a un bloqueo de las potencias. En la Novena Conferencia del partido, que se celebró a finales de septiembre, Alekséi Rýkov, presidente del Vesenja y muy criticado por Trotski, puso en duda la premisa, indicando la posibilidad de que finalmente se pudiese reanudar el comercio exterior y destacando la incapacidad de Rusia de recuperar su industria por sí misma por falta de tecnología y de mano de obra experta. La conferencia marcó el comienzo del cambio de actitud de los dirigentes comunistas que paulatinamente llevó al abandono del Comunismo de guerra y a la implantación de la Nueva Política Económica en 1921.